# Cheshire East
Cheshire East ist eine Unitary Authority mit dem Status eines Borough in der Grafschaft Cheshire in England. Verwaltungssitz ist Sandbach.
Cheshire East wurde am 1. April 2009 durch die Fusion der drei Districts Congleton, Crewe and Nantwich und Macclesfield gebildet. Gleichzeitig wurde der Grafschaftsrat (County Council)  von Cheshire aufgehoben und seine Kompetenzen, soweit sie das Gebiet von Cheshire East betreffen, auf den Rat von Cheshire East (Cheshire East Council) übertragen. Seitdem ist Cheshire in die vier Unitary Authorities Cheshire East, Cheshire West and Chester, Warrington und Halton gegliedert.

## Bedeutende Orte
- Alderley Edge
- Alsager
- Bollington
- Congleton
- Crewe
- Audlem
- Haslington
- Holmes Chapel
- Knutsford
- Macclesfield
- Middlewich
- Nantwich
- Sandbach
- Willaston
- Wilmslow
- Wistaston